# Hans Köster
Johann Andreas Friederich Köster, genannt Hans Köster (* 16. August 1818 in Kritzow, heute Ortsteil von Hornstorf; † 6. September 1900 in Ludwigslust) war ein deutscher dramaturgischer Dichter, Rittergutsbesitzer und Reichstagsabgeordneter.

## Leben
Hans Köster studierte bis zu seiner Promotion Philosophie in Bonn, Berlin und München. Später lebte er meist in Berlin, später in Weimar und als Landwirt auf Villa Priorsberg bei Neuzelle in der Mark. Er besaß das Rittergut Bagenz im Kreis Spremberg. Er verfasste zahlreiche Dramen, Novellen und Gedichtssammlungen, sowie politische Broschüren. Köster war Mitglied des Norddeutschen und des ersten Deutschen Reichstags für den Wahlkreis Frankfurt 9 (Cottbus–Spremberg) und die Konservative Partei.
Kösters Ehefrau Louise, geb. Schlegel (1823–1905), war eine bekannte Opernsängerin, sein Sohn Hans von Koester der erste Großadmiral der Kaiserlichen Marine.

## Werke
- Alcibiades (1839)
- Polo und Francesca (1842)
- Heinrich IV. von Deutschland (1844)
- Ulrich von Hutten (1846)
- Luther (1847)